# Walchelin de Ferrières

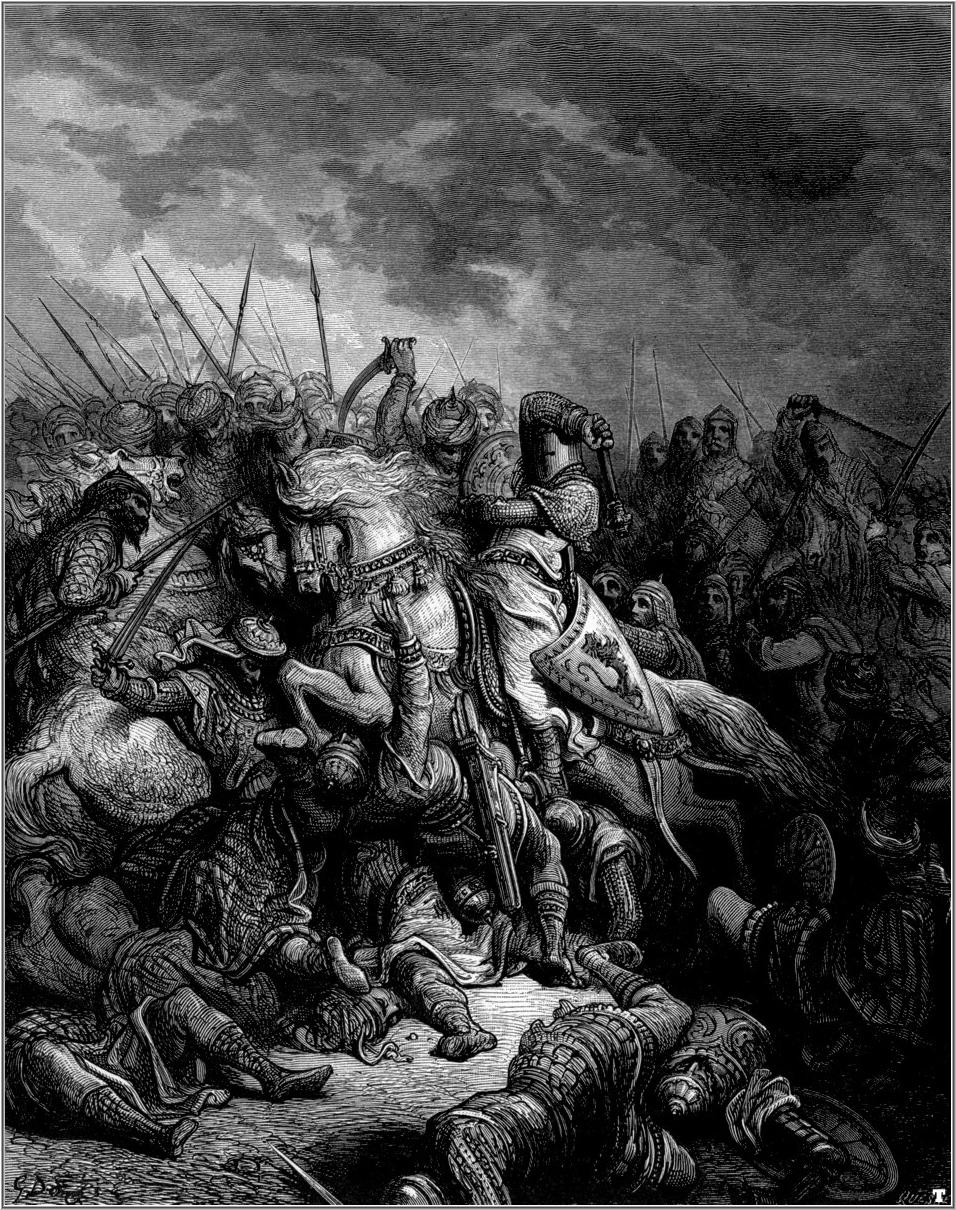
La bataille d'Arsouf à laquelle participa Walchelin de Ferrières.

Vauquelin de Ferrières ou Walchelin de Ferrers, mort en 1201 est un baron normand qui fut le principal capitaine de Richard Cœur de Lion.
Originaire de la marche du sud de la Normandie, la famille Ferrier avait auparavant protégé le duché de l’hostilité des comtes de Maine et l’Anjou. L’union des domaines d’Anjou et de Normandie en 1144 et l’investiture de Geoffrey Plantagenet comme duc de Normandie ôta son importance stratégique à la plupart de cette terre.
Walchelin était le fils d’Henri de Ferrières, un neveu de Robert de Ferrers, 1er comte de Derby. Comme son père, Walchelin tenait les châteaux de Ferrières-Saint-Hilaire et de Chambray pour le service de cinq chevaliers. En Angleterre, Walchelin tenait les manoirs d’Oakham dans le Rutland et de Lechlade dans le Gloucestershire. Il est connu pour avoir tenu cette terre depuis au moins 1172.
Durant la troisième croisade, lui et son fils et héritier, Henri, servirent dans la force de Richard Cœur de Lion à laquelle était également présent un Jean de Ferrières, qu’on croit être un neveu. Walchelin était resté avec le roi de Sicile. Il est évident qu’il était proche du conseil du roi. Lui et ses chevaliers arrivèrent à Saint-Jean d’Acre en avril ou juin 1191, au siège duquel un parent éloigné, Guillaume de Ferrers, 3e comte de Derby, avait été tué quelques mois auparavant.
La chronique attribuée à Geoffroy de Vinsauf rapporte qu’à la bataille d'Arsouf le 7 septembre 1191, Richard nomma Walchelin commandant de l’un des corps d’élite des chevaliers. Par la suite, lorsque Richard était emprisonné en Allemagne, en 1194, Walchelin apporta à Spire le trésor de Normandie et servit avec beaucoup d’autres d’otage à l’empereur Henri VI avant d’être libéré en 1197.
Ses fils Henri et Hugues gérèrent ses terres pendant ses années de captivité. Peu avant sa mort, le fils cadet, Hugues reçut la seigneurie du manoir de Lechlade. À sa mort, son fils Henri, qui lui succéda, prit le parti de Jean sans Terre contre Philippe Auguste jusqu’en décembre 1203 lorsque John quitta sans retour la Normandie, époque à laquelle Henri fit hommage à Philippe pour ses terres normandes. Hugues avait quitté l’Angleterre et le soin de Lechlade et d’Oakham revint à leur sœur, Isabelle, qui avait épousé Roger de Mortimer de Wigmore. Après sa mort, cette terre fut dévolue à la Couronne comme Terra Normanorum.